# 久津川古墳群
久津川古墳群（くつかわこふんぐん）は、京都府城陽市にある古墳群。一部が国の史跡に指定されている。京都府内では最大級の古墳群である。

## 概要
近畿日本鉄道久津川駅東側を流れる大谷川（おおたにがわ）周辺の平地部、丘陵部に位置する古墳群を指す。狭義には久津川車塚古墳周辺の10基前後の古墳を指す事もあるが、周辺丘陵部に点在する比較的小規模な古墳や古墳群を含めると、総計150基前後になるとされる。近年の宅地開発により、失われた物や、見えなくなっている物も少なくない。
従来、久津川車塚古墳と丸塚古墳の2基が「久津川車塚・丸塚古墳」の呼称で国の史跡に指定されていたが、2016年（平成28年）に芭蕉塚古墳と久世小学校古墳が追加指定され、4基を総称する「久津川古墳群」の名称に変更された。またこれとは別に、芝ヶ原12号墳が「芝ヶ原古墳」の名称で国の史跡に指定されている。

## 主な古墳
- 久津川車塚古墳 - 国の史跡。久津川古墳群の中だけでなく山城地域周辺では最大級の前方後円墳で、竜山石製の長持形石棺が発見された。
- 丸塚古墳 - 国の史跡。帆立貝形古墳。
- 青塚古墳 - 前方後方墳。
- 赤塚古墳 - 円墳。平川廃寺跡に隣接。
- 芭蕉塚古墳 - 国の史跡。前方後円墳。
- 梶塚古墳 - 方墳。久津川車塚古墳と敷地が一部重なる。
- 指月塚古墳 - 円墳。城陽市立久津川小学校の敷地内に位置する場所にかつて存在し、現在は建物の下敷きとなり失われている。
- 箱塚古墳 - 前方後円墳。
- 山道古墳 - 方墳。現在は住宅地となり失われている。
- 芝ヶ原古墳群 - 大小13基から成る古墳群。芝ヶ原12号墳は「芝ヶ原古墳」として国の史跡に指定されている（史跡「久津川古墳群」には含まれない）。また城陽市立久世小学校の中庭部分に保存されている芝ヶ原9号墳は「久世小学校古墳」として国の史跡に指定された。
- 尼塚古墳群 - 大小7基から成る古墳群。尼塚1号墳～5号墳は住宅地となり失われ、6、7号墳は保存されている。
- 上大谷古墳群 - 大小20基から成る古墳群。11基が保存されている。
- 下大谷古墳群 - 大小2基から成る古墳群。2号墳は住宅地となり失われ、1号墳は保存されている。
- 西山古墳群 - 下大谷古墳群の近くにかつて存在したが、住宅地開発により全て失われた。
- 大竹古墳 - 方墳。
- 庵寺山古墳 - 円墳

## その他の遺跡等
- 平川廃寺跡 - 国の史跡。赤塚古墳に隣接。
- 久世廃寺跡 - 国の史跡。
- 正道官衙遺跡 - 国の史跡。

## 文化財

### 重要文化財（国指定）
- 山城国久世郡久津川車塚古墳出土鏡 7面（考古資料） - 内訳は久津川車塚古墳参照。泉屋博古館保管。1953年（昭和28年）11月14日指定[6]。
- 京都府芝ケ原古墳出土品 一括（考古資料） - 内訳は芝ヶ原古墳参照。城陽市歴史民俗資料館保管。1990年（平成2年）6月29日指定[7]。
- 長持形石棺 京都府城陽市久津川車塚古墳出土（考古資料） - 附指定は久津川車塚古墳参照。京都大学保管。1991年（平成3年）6月21日指定[8]。

### 国の史跡
- 久津川古墳群
  - 久津川車塚古墳
  - 丸塚古墳
  - 芭蕉塚古墳
  - 久世小学校古墳

1979年（昭和54年）1月19日、「久津川車塚・丸塚古墳」として国の史跡に指定。
2016年（平成28年）10月3日、芭蕉塚古墳・久世小学校古墳の古墳2基を追加指定して、指定名称を「久津川古墳群」に変更[9]。
- 芝ヶ原古墳
1989年（平成元年）9月6日指定。
2012年（平成24年）1月24日に史跡範囲の追加指定[10]。

### 城陽市指定文化財
- 有形文化財
  - 芝ケ原11号墳出土品（考古資料）

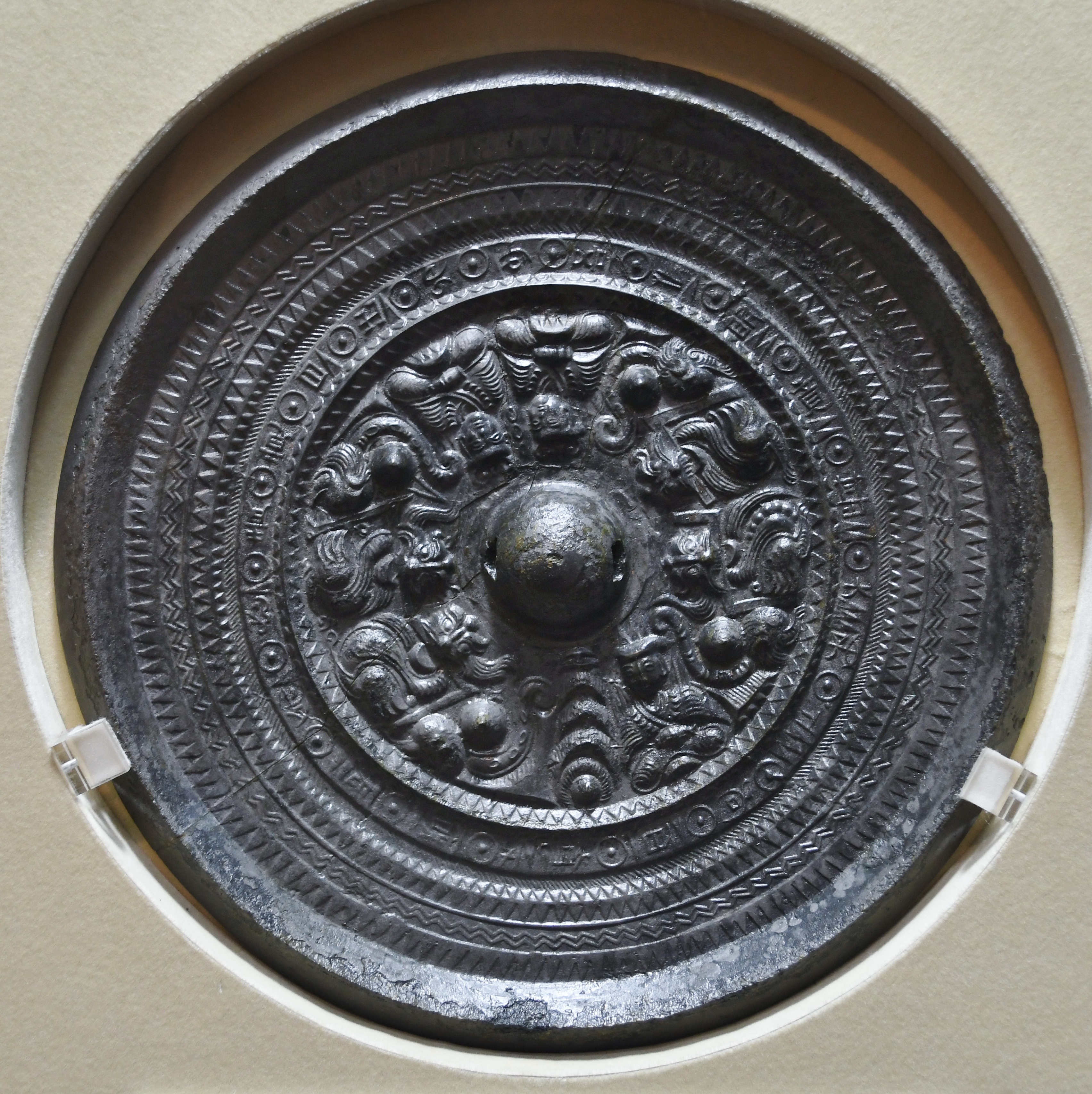
芝ヶ原11号墳出土 三角縁銘帯三神四獣鏡 城陽市歴史民俗資料館（五里ごり館）展示。

## アクセス
- 近畿日本鉄道 久津川駅から徒歩約10分～45分程度の圏内。
- JR奈良線 城陽駅から徒歩約10分～45分程度の圏内。